# Инчкит
Инчки́т (англ. Inchkeith) — один из нескольких островов, расположенных в заливе Ферт-оф-Форт у восточных берегов Шотландии, близ Эдинбурга. Административно входит в состав области Файф.
У острова богатая история, что обусловлено его близостью к Эдинбургу и выгодным стратегическим положением: Инчкит использовался для размещения маяка, а также в военных целях для защиты залива Ферт-оф-Форт. Остров по некоторым сведениям был заселён (с перерывами) в течение почти 1800 лет.

## География и климат
Хотя большая часть острова вулканического происхождения, геология острова удивительно разнообразна. Кроме магматических пород есть также участки из песчаника, сланца, угля и известняка. Сланец содержит большое количество окаменелостей. Остров имеет самый низкий средний уровень осадков в Шотландии — 550 мм (21,75 дюйма) в год. На острове обилие источников, как отмечалось Джеймсом Грантом (James Grant). Джеймс Босуэлл (James Boswell) отметил две скважины на острове во время своего визита и предположил существование третьей в замке.

## История
Название Inchkeith происходит от средневекового шотландского слова Innse Coit, что означает «лесистый остров». Почти ничего не известно о ранней истории острова, и нет никаких определённых источников до 12 века. Инчкит был атакован неоднократно английскими рейдерами в 14-м веке. В 1497 году остров был использован как карантинная зона для зараженных Grandgore (сифилисом) в Эдинбурге. В 1589 году история повторилась, и остров был использован для карантина пассажиров с охваченного чумой корабля. Чума пришла сюда с материка в 1609 году. В 1799 году, опять же, русских моряков, умерших от инфекционных заболеваний, похоронили здесь.
Во время правления короля Якова IV в эпоху Возрождения, остров был использован для очередного эксперимента. По словам историка Роберта Линдси, Яков IV предписал в 1493 году отправить немую женщину и двух детей на остров, чтобы выяснить, на каком языке дети будут говорить, изолированные от остального мира.

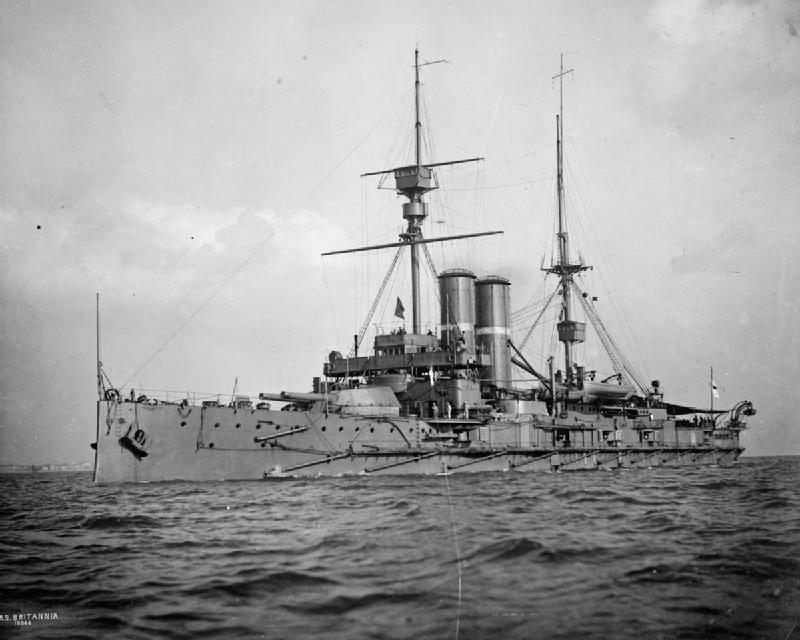
HMS Britannia

В 1803 году было начато строительство маяка, спроектированного Томасом Смитом и Робертом Стивенсоном. Был построен маяк высотой 67 метров, введенный в эксплуатацию к 1804 году. В настоящее время он внесен в список зданий архитектурного/исторического значения. В 1878 году на острове были построены батареи, выполненные в виде отдельных крепостей.
Во время Первой мировой войны, 26 января 1915 года линкор военно-морского флота HMS Britannia сел на мель возле острова и получил значительные повреждения дна.